# Alister Hardy
Alister Clavering Hardy (10 februari 1896 - 22 mei 1985) was een Britse zeebioloog, die vooral bekend werd door zijn theorie van de watermensaap oftewel AAT - Aquatic Ape Theory.

## Watermensaap
De watermensaap-theorie werd door Hardy in 1930 bedacht, maar pas in 1960, in een The New Scientist artikel, getiteld: Was man more aquatic in the past? (642-645), gepubliceerd. Hardy publiceerde het pas in 1960 omdat hij wist dat deze theorie schadelijk kon zijn voor zijn academische carrière. Vooral dankzij de boeken van Elaine Morgan kreeg de watermensaap-theorie steeds meer wereldwijde bekendheid.

## Erkenning
In 1985 werd de prestigieuze Templeton Prize aan hem toegekend.